# 科舍利夫卡 (克拉西利夫區)
49°42′22″N 26°39′3″E / 49.70611°N 26.65083°E
科舍利夫卡（烏克蘭語：Кошелівка）是位於烏克蘭西部的村莊，由赫梅利尼茨基州裡赫梅利尼茨基區的扎斯盧奇內市鎮負責管轄。該村面積1.05平方公里，海拔高度297米，2001年人口431，人口密度每平方公里408.9人。